# Pucará de Quitoloma
El Pucará de Quitoloma es una fortaleza prehispánica (normalmente conocidas como pucarás) construida por los incas durante la conquista del norte del Ecuador, específicamente durante la Guerra contra los Caranquis y los Cayambes, pueblos que ofrecieron una larga y feroz resistencia a la conquista incaica. Esta fortaleza forma parte del complejo de fortalezas de Pambamarca, en el cual se encuentran otros 18 pucarás y estructuras similares construidos sobre el volcán del mismo nombre. Sin embargo, Quitoloma es la fortaleza más grande del complejo, llegando a medir 450 metros en su eje más largo.
Los arqueólogos no han logrado encontrar ninguna señal de que el pucará haya sido habitado antes de los Incas, por lo que se cree que fue construido en su totalidad por estos. Es posible que algunas de estas fortalezas todavía estuvieran en uso al momento de la llegada de los conquistadores españoles.

## Descripción

### Distribución de la fortaleza
El pucará está formado por varios anillos de muros concéntricos alrededor de una colina localizada al extremo sur del complejo de fortalezas de Pambamarca. Dichos muros fueron construidos con piedras apenas trabajadas y colocadas con mortero. Al exterior de estos muros se excavaron zanjas profundas seguramente para incrementar la altura del muro. En las murallas exteriores existen un total de 7 entradas a la fortaleza.
Existen muros y zanjas que no fueron terminados, lo que indica que el pucará fue abandonado antes de finalizar la construcción, posiblemente porque dejó de ser necesario.

### Estructuras internas

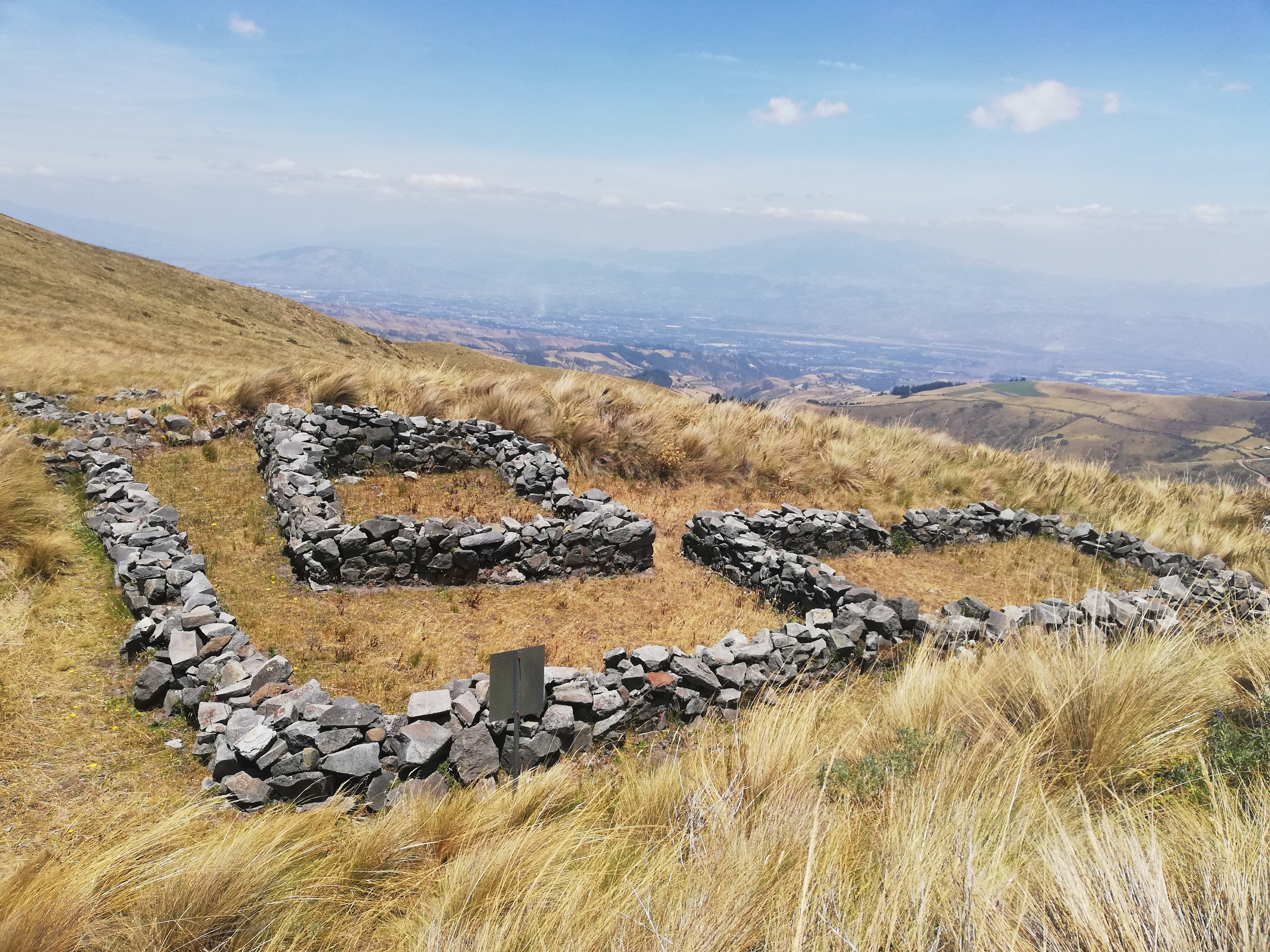
Estructuras en el interior de la fortaleza.

Al interior de la fortaleza hay varios muros internos que dividen el área en 7 espacios distintos. Al extremo norte del pucará hay 3 anillos de muros concéntricos que dimitan 3 espacios dentro de los cuales existen edificaciones. En el anillo central, el cual también es el más alto se encuentra un ushnu, es decir una plataforma elevada muy común en la arquitectura Inca que se utilizaba para presidir ceremonias, el ushnu de Quitoloma es rectangular y mide 16 metros de largo, 12 de ancho y 2.7 metros de altura.
Justo al sur de estos anillos concéntricos se encuentra un gran espacio donde se han localizado 104 construcciones. Hay varias Kanchas que sirvieron como viviendas, también hay una Kallanka que mide 14 metros de largo por 7 de ancho. La mayoría de habitaciones residenciales son bastante pequeñas, midiendo 3 metros de largo por dos de ancho aproximadamente, sin embargo alrededor de la kallanka hay habitaciones algo más grandes, de 6 por 3 metros, lo cual indica que posiblemente eran habitaciones para personas de mayor jerarquía dentro del ejército inca.
Dentro de este espacio habitacional los arqueólogos han encontrado aríbalos, flautas, husos para hilar, restos de animales que posiblemente sirvieron de alimento y gran cantidad de vasijas para cocinar y comer, lo que indica que en este lugar se realizaban actividades de la vida cotidiana. Sin embargo, el artefacto más comúnmente hallado en esta zona han sido las piedras de honda, que habrían sido utilizadas como proyectiles para ser lanzadas contra los enemigos en batalla. Normalmente se encuentran en grupos de 7 o más piedras junto con hojas de obsidiana, que podrían haber sido colocadas en la cabeza de las mazas utilizados por lo guerreros incas, se ha propuesto la teoría de que bolsas con estos artefactos podrían haber sido entregadas a los soldados a modo de pertrechos. Destaca también la llamad Estructura 14, ya que dentro de esta habitación se encontraron 171 piedras de honda, lo cual indica que podría haber sido un almacén de armas.
En este espacio también se encuentra una pequeña fuente de agua.
El resto de los otros 7 espacios interiores de la fortaleza están vacíos de  edificaciones, sin embargo en ellos han varias rocas y afloramientos de la roca madre, los cuales podrían haber sido considerados como huacas por los incas, es decir objetos sagrados. También es posible que estos espacios hayan sido utilizados como zona de entrenamiento o incluso como un lugar para mantener animales.